# Сестрорецкое еврейское кладбище
Сестрорецкое еврейское кладбище расположено в городе Сестрорецке, входящем в состав Санкт-Петербурга, на 37-м километре Приморского шоссе.
Евреи появились в Сестрорецке после 1827 года, когда еврейское население стали брать в рекруты, а военное ведомство начало использовать этих солдат для работ на Сестрорецком оружейном заводе. В 1848 военное ведомство разрешило открыть синагогу. Еврейское кладбище было открыто в 1887 году, для чего по просьбе уездной земской управы был отведен участок «казенной земли» площадью полдесятины. Самое раннее из сохранившихся захоронений относится к 1889 году. Считается, что стиль резьбы на ряде старых надгробий этого кладбища нехарактерен для поздних городских еврейских кладбищ и может считаться уникальным.
В 1970-е (по другим данным — в 1960-е) годы кладбище было закрыто для захоронений. Тогда же была убрана его ограда и снята работавшая там ранее охрана. В постсоветское время кладбище неоднократно страдало от вандализма, а к 2000-м годам почти полностью заросло деревьями и кустарником.
С 2017 года группа энтузиастов начала восстановление кладбища. Было привлечено внимание общины, прессы и государственных органов, начаты работы по расчистке территории и восстановлению надгробий. Кроме того была проведена исследовательская работа, в результате которой были составлены списки выявленных захоронений, добавленные и на общедоступный сайт проекта по оцифровке еврейских кладбищ. В результате в настоящее время списки похороненных на кладбище людей, планы участков и фотографии надгробий доступны для поиска на сайте проекта.

## Похороненные на Сестрорецком еврейском кладбище
Среди похоронных на сестрорецком еврейском кладбище — Лев Моисеевич Клячко (1855—1913) — известный врач, о котором в книге «Мои воспоминания» писал Александр Бенуа. Здесь же похоронены и члены его семьи: Эйдель Лейбовна (1832—1910), Моисей Вульфович (1832—1912) и зять, тоже врач, — Исаак Константинович Рогов (1840—1912).
Скончавшийся в 1909 году Борух бар Иехуда Гутерман (Борух Иоселевич Гутерман), по утверждению Михаила Бейзера, «жертвовал на строительство Сестрорецкой синагоги и, вероятно, был главой местной общины». Он был одним из первопоселенцев еврейской общины Сестрорецка. Родился около 1823 года в Царстве Польском, с 22 лет служил в гарнизонной артиллерийской роте при Сестрорецком оружейном заводе, был канониром, имел награды за участие в обороне завода «1855 года июня 14… во время бомбардирования Сестрорецка войсками англо-французского флота» в Крымскую войну и «беспорочную службу». Вышел в отставку по Указу от 5 февраля 1868 года и остался жить в Сестрорецке. Его дети «как сестрорецкие обыватели — дети Николаевского солдата» также располагали «правом жительства в империи, а также и в селении Сестрорецк, где имеют свою оседлость». Двое из них, Моисей и Иосель в 1911 году открыли в Сестрорецке на берегу реки Сестры Лесопильный завод, просуществовавший и после национализации 1918 года до Великой Отечественной войны. Оба брата также были похоронены на Сестрорецком еврейском кладбище.
- Общий вид части кладбища
- Надгробие Боруха Иоселевича Гутермана
- Захоронения семьи Клячко
- надгробие Г.И. Розенфельд
- надгробие Г.И. Розенфельд. Клеймо камнереза Фаддея Давидовича Кубланова